# Siparuna grandiflora
Siparuna grandiflora là một loài thực vật có hoa trong họ Siparunaceae. Loài này được (Kunth) Perkins miêu tả khoa học đầu tiên năm 1901.